# Football Club Bruno's Magpies
El FC Magpies es un club de fútbol de Gibraltar que actualmente juega en la Liga Nacional de Gibraltar. Son apodados Las Urracas.

## Historia
El club nació de manera oficial en el 2013 con el nombre Football Club Bruno's Magpies junto otros clubes que nacieron atraídos por la admisión de Gibraltar en la UEFA, desde entonces el club ha disputado tres temporadas seguidas en la segunda división. El nombre del equipo es por que el grupo de amigos que fundaron al club lo hicieron en el Bruno's Bar & Restaurant, un bar local.
En la temporada 2013-14 que fue también su temporada inaugural el club se ubicó octavo en la segunda división 2013-14. En la Rock Cup 2014 el club fue eliminado en cuartos de final por parte de Lincoln Red Imps con un contundente 6 a 0; anteriormente había superado la segunda ronda eliminando a Cannons por 4 a 3, el club no jugó la primera ronda esa temporada. En la  Copa de Segunda 2014 el club quedó eliminado en primera ronda a manos de Sporting F.C.
En la temporada 2014-15 el club terminó noveno en la segunda división 2014-15. En la Rock Cup 2015 el club superó la primera ronda derrotando por 3 a 2 a Hound Dogs, en la segunda ronda cayo goleado por 3 a 0 frente a St. Joseph's.
En la temporada 2015-16 el club se ubicó cuarto en la segunda división 2015-16, la mejor ubicación en toda su historia a solo dos posiciones de clasificarse a los ply-off de ascenso que se le negaron por tan solo 9 puntos. En la Rock Cup 2016 el club superó la primera ronda eliminado a Cannons por 3 a 1, en la segunda ronda el club fue eliminado a manos de Glacis United por 7 a 0. En la Copa de segunda 2016 el club alcanzó la final en la que cayó derrotado por 3 a 2 a manos de Europa Point; anteriormente el club había rebasado la segunda ronda eliminando a College 1975 por 8 a 1 y las semifinales eliminando a Gibraltar Phoenix por 5 a 0.

### Temporada 2016-17
En esta temporada el club se encuentra jugando en la segunda división 2016-17. En agosto de 2017, el club anunció un nuevo acuerdo de patrocinio con GVC Holdings . El equipo terminó tercero en la liga esa temporada, 

### Temporada 2019-20
Sin embargo, en mayo de 2019 completaron un doblete de liga y copa, asegurando el título de Segunda División y también la Copa de Segunda División. Una vez concluida la temporada, el club anunció que el expresidente de Watford F. C. y atleta olímpico británico Haig Oundjian había comprado una participación en el club y se había convertido en copresidente junto a Louis Perry.

### Temporada 2023-24
En mayo de 2023 hubo un cambio de administración temporal que significó que el equipo pasara a tener un pequeño cambio de marca, pasando a ser conocido de manera informal como FCB Magpies, aunque nunca se hizo oficial el cambio. En la liga las urracas finalizaron en tercera posición clasificando a la Conference League.

### Temporada 2024-25
En las competiciones europeas el equipo logró un hito al superar la primera ronda clasificatoria, esto luego de derrotar al Derry City con un marcador global de 3-2 forzando la prórroga. Finalmente en la segunda ronda las urracas fueron eliminadas por el FC Copenhague con un agregado de 8-1. Al finalizar la temporada 2024-25 el Magpies consiguió su segunda Rock Cup tras derrotar en la final al Lions Gibraltar.
Tras su victoria en la Rock Cup el equipo anunció su fusión con el Calpe City Sports Club para formar una nueva entidad deportiva llamada Calpe City Magpies Football Club, en un principio se esperaba que este nuevo club debutara en la temporada 2025-26, sin embargo, la fusión fue postergada un año para permitir la participación del Bruno's Magpies en competiciones continentales con el nombre FC Magpies.

## Uniforme
| Local | Visita |  |

## Palmarés
- Pepe Reyes Cup: 2023-24
- Rock Cup: 2022-23, 2024-25
- Segunda División: 2018-19
- Copa de Segunda División: 2018-19

## Entrenadores
- Mick Embleton[13]
- Joel Williams (19 de junio de 2015[14] - 30 de mayo de 2016[15])
- Warren Muscat (10 de junio de 2016[16] - 4 de octubre de 2016[17])
- David James Wilson (8 de octubre de 2016[18] - 3 de octubre de 2019[19])
- Alfonso Cortijo (16 de octubre de 2019[20] - 3 de enero de 2020[21])
- Juan María Sánchez (3 de enero de 2020 - 31 de mayo de 2020)
- Jhonny Parrado (23 de julio de 2020 - 1 de septiembre de 2021)
- José Alva Heredia (5 de septiembre de 2021 - 8 de diciembre de 2021)
- Janssen Dalli (interino) (8 de diciembre de 2021 - 13 de enero de 2022)
- Nathan Rooney (13 de enero de 2022[22] - )
- Alfonso Cortijo (1 de junio de 2023-actualidad)[23]

## Participación en competiciones de la UEFA
| Temporada | Torneo                  | Ronda         | Club                | Casa | Visita     | Global |
| --------- | ----------------------- | ------------- | ------------------- | ---- | ---------- | ------ |
| 2022-23   | Liga Conferencia Europa | Primera ronda | Crusaders           | 2-1  | 1-3        | 3-4    |
| 2023-24   | Liga Conferencia Europa | Primera ronda | Dundalk             | 0-0  | 1-3        | 1-3    |
| 2024-25   | Liga Conferencia Europa | Primera ronda | Derry City          | 2-0  | 1-2 (t.e.) | 3-2    |
| 2024-25   | Liga Conferencia Europa | Segunda ronda | Copenhagen          | 0-3  | 1-5        | 1-8    |
| 2025-26   | Liga Conferencia Europa | Primera ronda | Paide Linnameeskond | 2-3  | 1-4        | 3-7    |

## Resumen general de las temporadas
| Temporada | Primera División            | Rock Cup (copa)      | Copa Pepe Reyes (supercopa) | Liga de Campeones de la UEFA | Liga Europa de la UEFA | Liga Europa Conferencia de la UEFA |
| --------- | --------------------------- | -------------------- | --------------------------- | ---------------------------- | ---------------------- | ---------------------------------- |
| 2013-14   | Segunda División: 8.º Lugar | Eliminado            |                             |                              |                        |                                    |
| 2014-15   | Segunda División: 9.º Lugar | Eliminado            |                             |                              |                        |                                    |
| 2015-16   | Segunda División: 4.º Lugar | Segunda Ronda        |                             |                              |                        |                                    |
| 2016-17   | Segunda División: 2.º Lugar | Primera Ronda        |                             |                              |                        |                                    |
| 2017-18   | Segunda División: 2.º Lugar | Segunda Ronda        |                             |                              |                        |                                    |
| 2018-19   | Segunda División: 1.º Lugar | Cuartos de final     |                             |                              |                        |                                    |
| 2019-20   | Temporada abandonada        | Temporada abandonada |                             |                              |                        |                                    |
| 2020-21   | 7.º lugar                   | Primera Ronda        | no se disputó               |                              |                        |                                    |
| 2021-22   | 4.º lugar                   | Finalista            |                             |                              |                        |                                    |
| 2022-23   | ?                           | ?                    |                             |                              |                        | Primera Ronda Clasificatoria       |